# 路德维希·拜西格尔
路德维希·拜西格尔（德語：Ludwig Beisiegel，1912年3月21日—1999年10月21日），德国男子曲棍球运动员，场上位置是前锋。他曾代表德国参加1936年夏季奥林匹克运动会曲棍球比赛，获得一枚银牌。